# Tempio di Pomona
Il cosiddetto Tempio di Pomona si trova in via Roberto il Guiscardo nei pressi del Duomo di Salerno. Si tratta di una sala del Palazzo della Curia (Salerno) ricavata da colonne di spoglio di provenienza poco chiara, probabilmente, secondo alcuni studi, da Ostia o Paestum.

## Il tempio

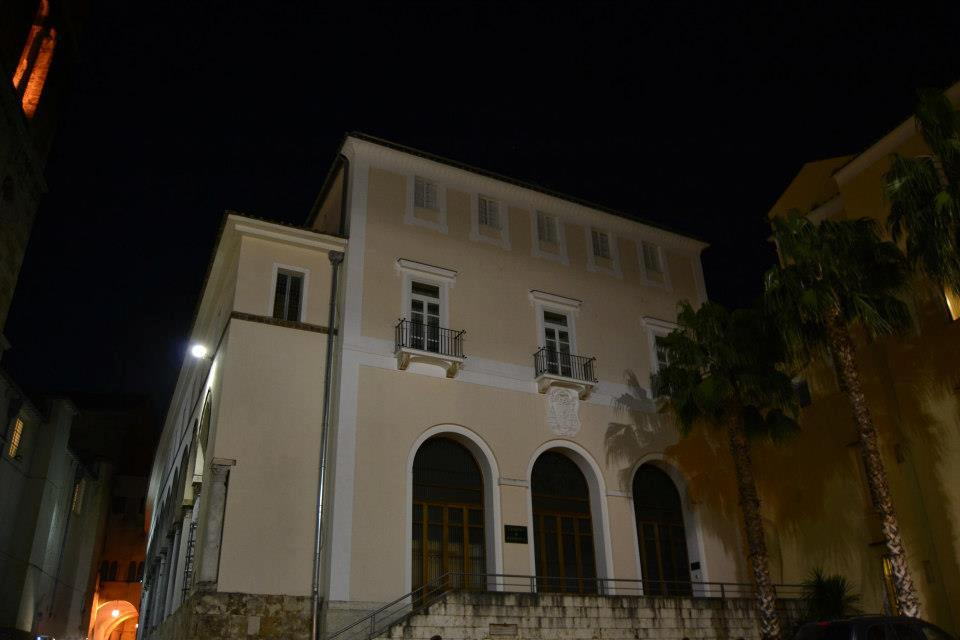
L'esterno del Palazzo della Curia

Per anni si è ritenuto che si trattasse di resti di un tempio romano, l'unico sopravvissuto della Salernum romana, ricostruito e trasformato nel corso dei secoli.  
La parte più esterna, verso via Roberto il Guiscardo, presenta un colonnato di colonne di spoglio ricollocate in uno degli interventi successivi alla costruzione di questa parte del Palazzo della Curia. All'interno una sala bipartita al piano terra venne identificata come resti di un antico tempio di Pomona. Oggi viene considerato dagli studiosi come frutto di una ricollocazione di resti antichi a scopo ornamentale nell'ambito di una ristrutturazione del palazzo arcivescovile: i resti più antichi sono costituiti da una quindicina di colonne con capitelli in stile corinzio unite tra di loro da archi a sesto acuto.I capitelli, sempre di stile corinzio composito, sono costituiti da quattro teste di una divinità femminile (identificata tradizionalmente come Pomona; probabilmente la dea Pace dal cui tempio pestano furono sottratte) ed una lastra quadrata a coronamento del capitello formata da facce concave. Nella sala tra la seconda e la terza monofora, è murata una lapide che ricorda una donazione di 50.000 sesterzi fatta da un certo Tito Tettenio Felice Augustale nel IV secolo d. C. e che consentì di realizzare in un tempio non bene identificato i pavimenti in marmo, un ricco intonaco ed il frontone (si noti che non esiste un frontone nella sala e che questa lapide fu vista e trascritta in Vaticano dall'umanista Pomponio Leto: si ritiene che possa provenire da Ostia. 
Il complesso in cui è inserita la sala, definita tuttora "Tempio di Pomona", nonostante le recenti osservazioni degli studiosi, è oggi parte della sede della Curia arcivescovile di Salerno. 

## Uso attuale
Attualmente il tempio ospita diverse mostre e di attività culturali.